# František Krejčík
František Krejčík (Chlumec nad Cidlinou, 4 februari 1866 – Praag, 19 augustus 1911) was een Tsjechische componist en kapelmeester.

## Levensloop
Krejčík kon al vroeg meerdere muziekinstrumenten bespelen zoals piano, viool, cello, klarinet, dwarsfluit, fagot en andere blaasinstrumenten. Op veel instrumenten was hij autodidact. Na zijn opleiding op de middelbare school werd hij vrijwillig muzikant in een militaire muziekkapel in Innsbruck, waar hij meerdere instrumenten bespeelde. In 1890 huwde hij met Anna Rieger. Samen kregen zij zes kinderen. 
Na zijn militaire dienst was hij eerste werkzaam in het notariskantoor van Chlumec nad Cidlinou. In 1889 en 1890 werkte hij op kantoor van de muziekinstrumentenfabriek "V. F. Červený & Synové" in Hradec Králové. Hierna werkte hij nog tot 1907 bij Kinsky. Vervolgens kreeg hij een baan aan het hof van vorst Adolf Jozef van Schwarzenberg op het kasteel in Mšec en vanaf 1910 in diens kantoor in Praag. 
Hij richtte in Chlumec nad Cidlinou een harmonieorkest op voor de plaatselijke sectie van de Tsjechische gymnastiekbond Sokol. Hij was zelf de dirigent. Ook dirigeerde hij blaasorkesten in Bohdaneč, Pardubice en Mšec. Als componist was hij eveneens autodidact. Krejčík schreef vooral werken voor harmonieorkest (soms met zang) en kamermuziek.

## Composities

### Werken voor harmonieorkest
- A já sám
- Ach jak mám tebe rád, wals
- Hanička, wals
- Holuběnka
- Hoj ty lide dělný, lied
- Jak mám tě rád, lied
- Kočička, wals
- Kolovrátek
- Mařenka, wals
- Mé Čechii, mars - opgedragen aan burgemeester Kozelka van Chlumec nad Cidlinou
- Milování, mars
- Ó děvče, mars
- Ó líbej mne, wals
- Oklamaná, wals
- Pochod veselých hochů chlumeckých, mars
- Šáteček, mars
- Šila košiličku, mazurka
- Sitta, gavotte
- U nás jsou hezká děvčátka, wals
- Vítězům třebenickým, mars

### Kamermuziek
- Novoroční přání, wals voor viool en piano